# 斎藤恵理
斎藤 恵理（さいとう えり、1973年2月1日 - ）は、日本の女性声優。埼玉県出身。アクセント所属。

## 略歴
文学座付属演劇研究所、映像テクノアカデミア卒業。
以前はマウスプロモーションに所属していた。

## 人物
趣味・特技はジャズダンス。

## 出演
太字はメインキャラクター。

### テレビアニメ
2000年
- ニャニがニャンだー ニャンダーかめん（司会者）
- すてき!さくらママ（春野桜）

2001年
- ココロ図書館（カージーズエンジェル）
- Cosmic Baton Girl コメットさん☆（前島優衣）
- 超GALS!寿蘭（2001年 - 2002年、姫島永久）
- 旋風の用心棒（田野倉家使用人）

2002年
- サイボーグ009 THE CYBORG SOLDIER（詩織 他）
- 東京アンダーグラウンド（白龍の秘書官）
- りぜるまいん（岩城真理子、ママC）

2003年
- L/R -Licensed by Royal-（女性A）
- R.O.D -THE TV-（アナウンス）
- 君が望む永遠（女B）
- 住めば都のコスモス荘 すっとこ大戦ドッコイダー
- マーメイドメロディー ぴちぴちピッチ（2003年 - 2004年、七海にこら、女の子B、教師A） - 2シリーズ

2004年
- ごくせん（熊井さゆり）

2005年
- 英國戀物語エマ（ランドリーメイド）
- NARUTO -ナルト-（2005年 - 2013年、キバ姉〈犬塚ハナ〉） - 2シリーズ

2006年
- いぬかみっ!（姑）
- 女子高生 GIRL'S-HIGH（佐藤史乃）
- よみがえる空 -RESCUE WINGS-（山口妙子）

2007年
- 古代王者 恐竜キング Dキッズ・アドベンチャー（2007年 - 2008年、クリテイシャ、お風、アトス） - 2シリーズ

2008年
- ゴルゴ13（ジェニファー）

2011年
- GOSICK -ゴシック-（ジンジャー・パイ）

2012年
- さんかれあ（左王子薫）

2014年
- 遊☆戯☆王ARC-V（茂古田麻衣子）

2015年
- ベイビーステップ（亜希の母）

2016年
- サザエさん
- 昭和元禄落語心中（2016年 - 2017年、お栄） - 2シリーズ

2018年
- 中間管理録トネガワ（香川真穂）

2022年
- チェンソーマン（早川母親）

2023年
- AIの遺電子（須堂彩佳）

### 劇場アニメ
- アテルイ（2002年、サナ）
- WXIII 機動警察パトレイバー（2002年）[6]
- NITABOH 仁太坊-津軽三味線始祖外聞（2004年）
- ふるさと-JAPAN（2007年、お隣の青木さん）

### OVA
- 殺し屋1 THE ANIMATION EPISODE 0（2002年、母）
- とらいあんぐるハート 〜Sweet Songs Forever〜（2003年、ティオレ・クリステラ）

### ゲーム
2001年
- EXTERMINATION（ソニア・レオーネ）

2004年
- 此花4 〜闇を祓う祈り〜（紀伊）

2005年
- 風雲 幕末伝（お龍）

2006年
- ネオ アンジェリーク（サリー）

2007年
- Halo 3
- ぼくのなつやすみ3 -北国篇- 小さなボクの大草原（木取勇人）

2008年
- 侍道3（竜胆いつせ、ドナ）
- 白騎士物語
- METAL GEAR SOLID 4 GUNS OF THE PATRIOTS（敵兵、兵士音声）

2009年
- 悪魔城ドラキュラ THE ARCADE（レディ・ガンナー）

2010年
- キングダム ハーツ バース バイ スリープ（オペレーター）

2012年
- ブレイブリーデフォルト フライングフェアリー（キキョウ・コノエ）

2013年
- ブレイブリーデフォルト フォーザ・シークウェル（キキョウ・コノエ）

2015年
- ブレイブリーセカンド（キキョウ・コノエ）

2017年
- ゴーストリコン ワイルドランズ（「ノマド」アンソニー・ペリーマン）
- マインクラフト:ストーリーモード シーズン2（ジェシー〈女〉）

2025年
- プロミス・マスコットエージェンシー（シマズの姐さん）

### BLCD
- しあわせにできるシリーズ（小山内美和）

### 吹き替え

#### 担当女優
ジェニファー・コネリー
- オンリー・ザ・ブレイブ（アマンダ・マーシュ）
- スノーピアサー（メラニー・カヴィル）
- 僕が結婚を決めたワケ（ベス）

タンディ・ニュートン
- オールド・ナイブス（シリア）
- マッド・ファット・ワイフ（ケイト・トーマス）
- ミッション:インポッシブル2（ナイア・ホール）※テレビ朝日版

#### 映画
- アイ・アム・レジェンド（アナ〈アリシー・ブラガ〉）※テレビ朝日版
- アイ・ケイム・バイ（リジー〈ケリー・マクドナルド〉）
- アイス・ツイスター（ジョアン〈カミール・サリヴァン〉）
- アイス・プリンセス
- アウト・ロー 〜ギリ義理ファミリー〜（リーハン〈プールナ・ジャガナサン〉）
- 赤い珊瑚礁 オープン・ウォーター（スージー）
- 赤と白とロイヤルブルー（ザハラ〈サラ・シャヒ〉）
- アダルト♂スクール
- アポカリプスZ ～終末の始まり～（ベレン〈マルタ・ポヴェダ〉）
- 穴
- アナコンダ2（サム・ロジャーズ〈ケイディー・ストリックランド〉）
- アナコンダ4（ヘザー〈アナ・ウラル〉）
- アメリカン・パイ（ジェシカ〈ナターシャ・リオン〉）
  - アメリカン・サマー・ストーリー
- アルティメット2 マッスル・ネバー・ダイ（タオ〈エロディ・ユン〉）
- アリス・イン・ワンダーランド/不思議の国のアリス
- 愛しのグランマ（ジュディ〈マーシャ・ゲイ・ハーデン〉）
- イナフ
- イン・ザ・ベッドルーム ※VHS版
- インソムニア（トリッシュ・エックハート）※DVD・ビデオ版
- インターセクション（テイラー〈ジェイミー・アレクサンダー〉）
- インティマシー/親密
- インヒアレント・ヴァイス（ペニー・キンボル〈リース・ウィザースプーン〉）
- ヴァージン・スーサイズ
- ウィットネス・プロテクション 証人保護
- ヴェノム:ザ・ラストダンス（ノヴァ・ムーン〈アラナ・ユーバック〉[10]）
- ウォール・ストリート（ウィニー・ゲッコー〈キャリー・マリガン〉[11]）
- 美しい夜、残酷な朝（リー夫人〈ミリアム・ヨン〉）
- ウルフズ（ジューン〈プールナ・ジャガナサン〉）
- ウルトラ I LOVE YOU!（エリザベス〈ケイティー・ミクソン〉）
- エアフォース・ワン ※日本テレビ版
- エアポート'04
- エスター ファースト・キル（トリシア〈ジュリア・スタイルズ〉）
- エネミー・ライン ※ソフト版
- オーダー（ジョアン・カーニー〈ジャーニー・スモレット＝ベル〉）
- オリオンと暗闇（不思議な雑音）
- オン・ザ・ライン 君をさがして
- 怪獣大決戦ヤンガリー
- キミとボクの距離（ケンドラ〈カーラ・グギーノ〉）
- 花様年華 ※旧ソフト版
- ガリバー旅行記（メアリー王女〈エミリー・ブラント〉[12]）
- 華麗なるギャツビー ※ソフト版
- 君の過ち（アナベル〈ゴヤ・トレド〉）
- キリング・ミー・ソフトリー（アデル・ブランチャード） ※ソフト版
- キャッチ・ミー・イフ・ユー・キャン（シェリル・アン〈ジェニファー・ガーナー〉）
- キャビン・フィーバー（マーシー〈セリーナ・ヴィンセント〉）
- キングダム・オブ・アーク（ミリアム〈スーザン・リンチ〉）
- キンダガートン・コップ2（オリヴィア〈ダリア・テイラー〉）
- クルーエル・インテンションズ3
- クロコダイル・ダンディー in L.A. ※ソフト版
- クロッシング（スミス捜査官（〈エレン・バーキン〉）
- ゲーム・プラン
- 計画殺人
- 撃鉄2 -クリティカル・リミット-（ジュリア〈ノア・ヘゲシュ〉）
- 恋するモンテカルロ
- 恋はしないより、したほうがマシ（サニー〈エイドリアンヌ・パリッキ〉）
- ゴスフォード・パーク（ドロシー〈ソフィー･トンプソン〉）
- ゴッドファーザー・シリーズ（コニー・コルレオーネ〈タリア・シャイア〉）※リストア版
  - ゴッドファーザー
  - ゴッドファーザー PART II
- コレット（ミッシー〈デニース・ゴフ〉[13]）
- コントラクト
- コントロール
- 13デイズ（マーガレット）※DVD版
- サイキック・ハンド
- ザ・インタープリター
- サイレントヒル
- サウス・ボストン
- サスペリア・テルザ 最後の魔女（サラ〈アーシア・アルジェント〉）※Blu-ray新録版
- ザ・フォッグ（エリザベス・ウィリアムズ〈マギー・グレイス〉）
- サラブレッド（シンシア〈フランシー・スウィフト〉）
- 三十四丁目の奇蹟（ドリス・ウォーカー〈モーリン・オハラ〉）※PDDVD版
- SHE SAID/シー・セッド その名を暴け（レベッカ〈パトリシア・クラークソン〉）
- SPF-18（リンダ〈モリー・リングウォルド〉）
- 幸せの教室（ウィルマ・Q・ガメルガー〈リタ・ウィルソン〉）
- ジャック・メスリーヌ フランスで社会の敵No.1と呼ばれた男 Part2 ルージュ編（シルヴィア・ジャンジャコ〈リュディヴィーヌ・サニエ〉）
- 少女バーディ ～大人への階段～
- ジョンQ -最後の決断-（ミリアム〈トロイ・ベイヤー〉）
- シリアル・ラヴァー
- 白バラの祈り ゾフィー・ショル、最期の日々（ゾフィー・ショル〈ユリア・イェンチ〉）
- シルヴィ -恋のメロディ-（カルメン〈エヴァ・ロンゴリア〉）
- 人生は、時々晴れ（ダイナ〈ディヴィーン・ヘンリー〉、少年②、後ろの席の女、デビー）
- シンデレラ（トレメイン夫人〈バーナデット・ピータース〉）※Disney+版
- シンプル・プラン
- スーパー・チューズデー 〜正義を売った日〜（アイダ・ホロヴィッチ〈マリサ・トメイ〉）
- スウェプト・アウェイ（デビ〈エリザベス・バンクス〉）
- スカイ・ハイ
- スコーピオン
- スコーピオン・キング ※ソフト版
- スコア
- スタンドアップ（シェリー〈ミシェル・モナハン〉）
- ステップフォード・ワイフ
- ストーカー（シンディ）
- スノーデイ 学校お休み大作戦（マーラ(クレアの友達)〈キャサリン・イザベル〉） ※配信版
- スパイダーマン3
- スピン・シティ（メグ・ウィンストン〈アリッサ・ミラノ〉）
- 世界でいちばん不運で幸せな私
- セクスタプレッツ ～オレって六つ子だったの?～（リンダ〈モリー・シャノン〉）
- セクシュアル・イノセンス
- セブン: ビギンズ 〜彩られた猟奇〜（サンディ〈クレア・デュヴァル〉）
- セレナ
- センターステージ（エヴァ〈ゾーイ・サルダナ〉）
- 最後の少林寺（チーファ〈チェン・スイシャ〉）
  - 続・最後の少林寺
- ゾディアック
- ゾンヴァイア/死霊大血戦（ジーナ〈キンバリー・リーベ〉）
- タイガーランド
- ダニー・ザ・ドッグ（ヴィクトリア〈ケリー・コンドン〉）※DVD・BD版
- 007 ゴールドフィンガー（ジル・マスターソン〈シャーリー・イートン〉）※DVD版
- ツインズ・エフェクト（アイヴィ〈カレン・モク〉）
- テイク・ミー（アナ〈テイラー・シリング〉）
- ディファイアンス（リルカ〈アレクサ・ダヴァロス〉）
- デスドール（キャンディ）
- テッド（ロリー・コリンズ〈ミラ・クニス〉）
- デビル（サラ・キャラウェイ〈ボヤナ・ノヴァコヴィッチ〉）
- トゥルー・クライム（ミシェル〈メアリー・マコーマック〉）※日本テレビ版
- 10日間で男を上手にフル方法（アンディ〈ケイト・ハドソン〉）
- どつかれてアンダルシア (仮)
- トップガン（キャロル〈メグ・ライアン〉）※テレビ東京版
  - トップガン マーヴェリック[14]
- トラフィック（ロザリオ〈サルマ・ハエック〉）
- トラブル・イン・ハリウッド（ケリー〈ロビン・ライト〉）
- トリプルX ネクスト・レベル（チャーリー・メイウェア〈サニー・メイブリー〉）※テレビ朝日版
- ナンバー23（モーティマー）
- 20 30 40の恋（シアンシアン）
- ニューイヤーズ・イブ（テス〈ジェシカ・ビール〉）
- ネイキッド（メーガン〈レジーナ・ホール〉）
- ノーマンズ・ランド ※テレビ東京版
- ノエルの日記（ノエル・エリス〈エッセンス・アトキンス〉）
- パージ:アナーキー（エヴァ・サンチェス〈カルメン・イジョゴ〉）
- パーシー・ジャクソンとオリンポスの神々（ペルセポネー〈ロザリオ・ドーソン〉）
- パーフェクト・ゲッタウェイ（ジーナ〈キーリー・サンチェス〉）
- バタフライ・エフェクト2（ジュリー・ミラー〈エリカ・デュランス〉）
- 花嫁のママ（ジャニス〈レイチェル・ハリス〉）
- パニッシャー（ジョアン〈レベッカ・ローミン〉）
- パリの恋人（バブス）
- ハロウィン（デボラ・マイヤーズ〈シェリ・ムーン・ゾンビ〉）
  - ハロウィンII
- ハロウィンの呪文 ～ブリッジホローは大騒ぎ!?～（エミリー〈ケリー・ローランド〉）
- ピートとドラゴン（女③、コーラス）※Disney+版
- 美女と野獣（クロチルド[15]）
- ビバリーヒルズ・コップ（ジェニー・サマーズ〈リサ・アイルバッハー〉）※Netflix版
- ピラミッドの呪い（サニー〈クリスタ・ニコラ〉）
- ピンクパンサー2（ソニア・ソランドレス〈アイシュワリヤー・ラーイ・バッチャン〉）
- フェイク（マギー・ピストーネ〈アン・ヘッシュ〉）※DVD・BD版
- フェーズ6（ボビー〈パイパー・ペラーボ〉）
- ブラッドウルフ（ビビアン）
- ブル - ウォール街への挑戦（アリソン）
- ペイチェック 消された記憶
- ホーム・チーム（英語版）（ベス〈ジャッキー・サンドラー（英語版）〉）
- ホールドオーバーズ 置いてけぼりのホリディ（ミス・リディア・クレイン〈キャリー・プレストン〉[16]）
- ポセイドン（エレナ・モラレス〈ミア・マエストロ〉）
- ボラット 栄光ナル国家カザフスタンのためのアメリカ文化学習（ルネル）
- マイ・ビッグ・ファット・ドリーム（キム）
- マイヤーウィッツ家の人々 (改訂版)（ジーン・マイヤーウィッツ〈エリザベス・マーヴェル〉）
- マジェスティック（サンドラ・シンクレア〈アマンダ・デトマー〉）
- マジックに魅せられて（ダークウッド〈ジリアン・ジェイコブス〉）
- マチルダ・ザ・ミュージカル（ミセス・ワームウッド〈アンドレア・ライズブロー〉）
- 密航者（バーネット〈トニ・コレット〉）
- マルホランド・ドライブ
- ミート・ザ・ペアレンツ3（プルーデンス・シモンズ〈ローラ・ダーン〉[17]）
- ムービー43（アーレン〈ケイト・ボスワース〉、エミリー〈ハル・ベリー〉、ベス〈ケイト・ウィンスレット〉）
- 6日間（ケイト・エイディ〈アビー・コーニッシュ〉）
- ユーロトリップ（ジェニー（ミシェル・トラクテンバーグ））
- 誘拐交渉人（ナオミ・ジェニファー〈エマ・フィールディング〉）
- ラブ&クライム（ジェニー〈レイチェル・リー・クック〉）
- リアル刑事ごっこ in LA
- リクルート
- リディック: ギャラクシー・バトル（ダール〈ケイティー・サッコフ〉）
- リミットレス（リンディ〈アビー・コーニッシュ〉）
- レギオン（チャーリー〈エイドリアンヌ・パリッキ〉）
- REC:レック/ザ・クアランティン（キャシー〈マリン・ヒンクル〉）
- レポゼッション・メン（ベス〈アリシー・ブラガ〉）
- 蝋人形の館（ペイジ・エドワーズ〈パリス・ヒルトン〉）
- ワールド・ウォーZ（ケリー〈ルース・ネッガ〉）
- ONE LAST RIDE（ジーナ）

#### ドラマ
- iCarly
- アグリー・ベティ（アマンダ・タネン〈ベッキー・ニュートン〉）
- アリー my Love
- アンフォゲッタブル 完全記憶捜査（エレイン〈アニー・パリッセ〉、ジーナ）
- ER緊急救命室 シーズン8、9、10、14（ジェイシー〈ナディア・シャザーナ〉）
- インスティンクト -異常犯罪捜査-（ジャスミン・グッデン〈シャロン・リール〉）
- ヴァンパイア・ダイアリーズ（保安官〈マルグリット・マッキンタイア〉）
- Weeds∼ママの秘密（セリア・ホーデス〈エリザベス・パーキンス〉）
- WITHOUT A TRACE/FBI 失踪者を追え!（ジュリア）
- エイリアス（ジェニー）
- NCIS 〜ネイビー犯罪捜査班（ケイトリン・トッド〈サッシャ・アレクサンダー〉）※Dlife版
- Lの世界（ディラン）
- ガール・ミーツ・ワールド（トパンガ・マシューズ〈ダニエル・フィシェル〉）
- カシミアマフィア（ゾーイ・バーデン〈フランセス・オコナー〉）
- 彼が残した、最後の言葉（パティ〈ジェニファー・ラフルール〉）
- キャッスル 〜ミステリー作家は事件がお好き（マディソン）
- 救命医ハンク セレブ診療ファイル（ケイティ、ドナ）
- グッドガールズ: 崖っぷちの女たち（ベス〈クリスティーナ・ヘンドリックス〉）
- グリセルダ（カルメン〈ヴァネッサ・フェルリト〉）
- コールドケース6（フィービー・カーティス）
- ゴシップガール（モリーン・ヴァンダービルト）
- サード・ウォッチ
  - シーズン1、2（デイナ）
  - シーズン5-（サーシャ）
- ザ・ウィドウ 〜真実を求めて〜（ジョージア・ウェルズ〈ケイト・ベッキンセイル〉）
- ザ・シールド ルール無用の警察バッジ（コリーン・マッキー〈キャシー・キャリン・ライアン〉）
- THE SWARM/ザ・スウォーム（セシル・ローシュ博士〈セシル・ドゥ・フランス〉）
- THE MENTALIST メンタリストの捜査ファイル（ジェシー〈ミンティ・クリスト〉）
- CSI:11 科学捜査班（オリヴィア〈アリ・ヒリス〉）
- CSI:ニューヨーク7（エヴァ〈カリーナ・ロンバード〉）
- CSI:ニューヨーク8（アリー・ランド〈ボー・ガレット〉）
- CSI:マイアミ9（ステイシー・ギャレット）
- シー・ハルク:ザ・アトーニー（マロリー・ブック）
- ジャイアント（ユ・ギョンオク）
- 新・刑事コロンボ 虚飾のオープンニング・ナイト（ヴァネッサ・ファロー〈ジェニファー・スカイ〉）※WOWOW版
- 再婚ゲーム（ユソン）
- 新ビバリーヒルズ青春白書（ゲイル、ケイシー）
- スイート・ライフ（キャリー・マリー・マーティン〈キム・ローズ〉）
  - スイート・ライフ オン・クルーズ
- ゾウズ・フー・キル3 殺意の深層（シーネ）
- ダウントン・アビー（ジェーン）
- ダメージ3（ダニエル・マルケッティ）
- DALLAS/スキャンダラス・シティ（ルーシー・ユーイング）
- チャーリー・シーンのハーパー★ボーイズ（ジュディス・ハーパー〈マリン・ヒンクル〉）
- ディキンスン 〜若き女性詩人の憂鬱〜（エミリー・ノークロス・ディキンスン〈ジェーン・クラコウスキー〉）
- デクスター 〜警察官は殺人鬼（ユキ・アマド）
- デスパレートな妻たち5（サンドラ・バーチ）
- デューン/砂の惑星（チャニ）
- ドリュー・ケリー DE ショー!（ケイト・オブライエン）
- NIKITA / ニキータ（デイナ・ウィンターズ）
- ハイ・インシデント/警察ファイルJ（ゲイル）
- ハリーズ・ロー 裏通り法律事務所（レイチェル・ミラー）
- 春のワルツ（キム・ヒジン）
- ハンク ‐ちょっと特別なボクの日常‐（ローザ・ジップツァー〈ジュリエット・コーワン〉[18]）
- P.S.アイ・ラヴ・ユー（ワンダ・タルバート / ダニエル・パウエル〈コニー・セレッカ〉）
- ビカミング・ア・ゴッド（クリスタル・スタッブス〈キルスティン・ダンスト〉[19]）
- ビフォア（ウィルキンソン）
- プライベート・プラクティス 迷えるオトナたち（ケイティ・ケント）
- ブラック・サマー: Zネーション外伝（ローズ〈ジェイミー・キング〉）
- フラッシュポイント -特殊機動隊SRU-（セリア）
- ペリー・メイスン（シスター・アリス〈タチアナ・マスラニー〉[20]）
- BONES シーズン4（ロキシー・ライアン）
- マーダーズ・イン・ビルディング シーズン4（本人役〈モリー・シャノン〉）
- マードック・ミステリー 〜刑事マードックの捜査ファイル〜（クララ）
- 負けたくない!（キム・ヨンジュ）
- ミス・マープル2 シタフォードの謎（エミリー）
- ミス・マープル3 ゼロ時間へ（ケイ）
- ミディアム6 霊能者アリソン・デュボア（ナンシー・コヴィントン）
- ヤング・スーパーマン（ビクトリア）
- ラスベガス（シンシア）
- リゾーリ&アイルズ ヒロインたちの捜査線（クレア）
- レコニング 〜深淵をのぞく者〜（ペイジ・セラート〈シモーヌ・ケッセル〉[21]）
- ワイルドカード ～捜査バディは天才詐欺師!?〜 #8（ダフネ）

#### アニメ
- X-メン:エボリューション（マグマ（アマラ）、X-23）
- エド エッド エディ（マリー・カンカー）
- エル・ドラド 黄金の都
- ジャスティス・リーグ（カトゥマ）
- スクービー&スクラッピードゥー（ダフネ）
- スター・ウォーズ/クローン・ウォーズ（スギ）
- スパイダーマン（フェリシア・ハーディ / ブラックキャット）
- 9 〜9番目の奇妙な人形〜（7）
- パワーパフガールズ（第2作）（ビアンカ・ビキニ）
- パワーパフガールズ・ムービー
- ビー・クール スクービー・ドゥー!（ダフネ）
- ニセものバズがやって来た（テ・コンドー）
- ペッパピッグ（マミーピッグ）※きんだーてれび版
- みんなヒーロー! 〜ヒグリータウンのなかまたち〜（ユービー）
- ライアンを探せ!
- ラグラッツ（ディル・ピクルス、 スージー・カーマイケル （第2声））
- ラマになった王様2 クロンクのノリノリ大作戦（バードウェル）
- リブート（カートゥーン ネットワーク版）（マウス）
- リロ・アンド・スティッチ
- レックスはお風呂の王様（バーバラ）
- ラプンツェル ザ・シリーズ（アリアナ王妃）
- LEGO スター・ウォーズ:ドロイド・テイルズ（ヘラ）

### オーディオブック
- FeBe ハッピーバースデー（杉本薫）
- FeBe 史上最高のセミナー　完全版
- Audible いつのまにか心を操縦する技術

### シリーズ一覧
1. ↑  第1期（2003年 - 2004年）、第2期『ピュア』（2004年）
2. ↑  第1期（2005年 - 2006年）、第2期『疾風伝』（2012年 - 2013年）
3. ↑  第1期（2007年 - 2008年）、第2期『翼竜伝説』（2008年）
4. ↑  第1期（2016年）、第2期『-助六再び篇-』（2017年）